# BC-348
El BC-348 es un Radio receptor construido en estados unidos, el cual fue producido durante la Segunda Guerra Mundial por la Fuerza Aérea de los Estados Unidos.  La nomenclatura de la armada de Estados Unidos la clasifica con el numeral: AN/ARR-11. 

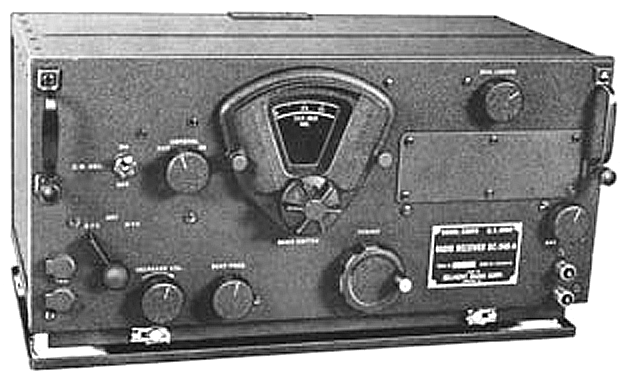
Radio receptor BC-348

## Historia
El BC-348 es la versión que funciona con 28 volts de corriente directa a diferencia del BC-224 que funcionaba con 14 volts de corriente directa. La primera versión BC-224-A fue producido en 1936. Estaba instalado en casi toda la Fuerzas Aéreas del Ejército de los Estados Unidos y Canadá, así como en vehículos terrestres y bombarderos durante un periodo de 15 años desde la Segunda Guerra Mundial hasta la Guerra de Corea. El BC-348 era un radio fácil de operar y de gran confiabilidad. Diseñado para usarse como receptor principal en las bandas LF/MF/HF para los aviones militares grandes tales como el B-17, B-24, B-25, B-26, B-29, C-47, etc. Era común que se utilizara junto con el transmisor BC-735 en el sistema SCR-287-A.  Al final de la Segunda Guerra Mundial, el AN/ARR-11 (BC-348) se utilizaba junto con el transmisor AN/ART-13a (ART-13) que era el transmisor en los sistemas AN/ARC-8. Estos también eran usados en instalaciones de base terrestres y móviles como el AN/MRC-20. El BC-348 tuvo una serie de variaciones durante su extenso tiempo de producción, los cuáles incluian el BC-224. Más de 100,000 de estos receptores fueron producidos, un 80 por ciento de estos por la compañía Belmont Radio and Wells-Gardner, así como RCA y Stromberg-Carlson. 

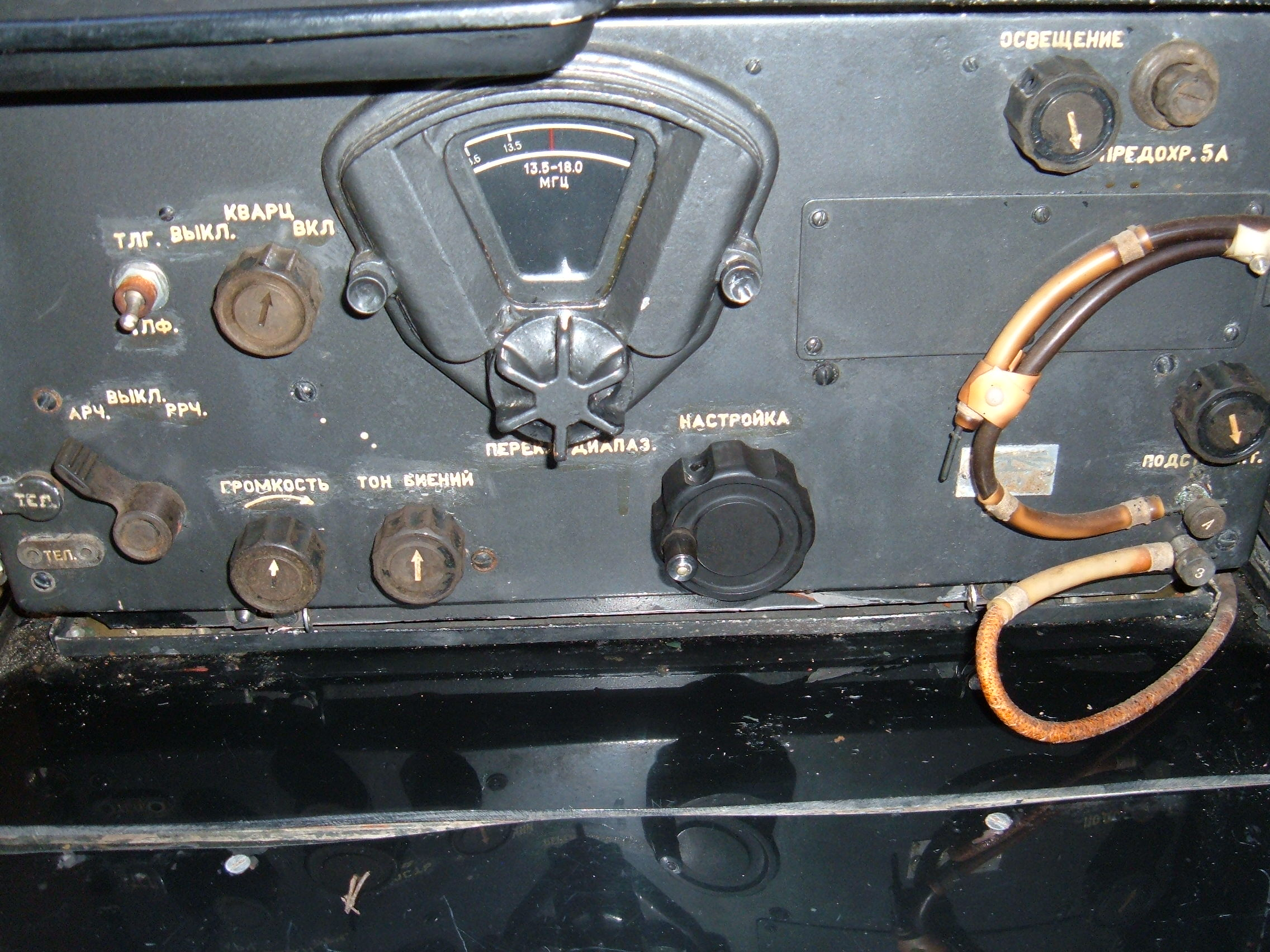
Versión Rusa en la nave IL-14

El receptor BC-348 fue copiado y fabricado por la Unión Soviética después de la Segunda Guerra Mundial bajo el la marca Vefon Works УС-9 (US-9 en español, la nomenclatura US significaba Universal Superheterodino, no United States.) El УС-9 continuó produciéndose en la Unión Soviética hasta los años 1970, con algunas mejoras, como reemplazar el dinamotor por un rectificador con componentes de estado sólido.
El avión B-29 Superfortress conocido como Enola Gay y que fue utilizado para dejar caer la primera bomba atómica Little Boy sobre Hiroshima en Japón, estaba equipado con un receptor BC-348 como parte del sistema de comunicación aérea AN/ARC-8. Hoy, muchos receptores BC-348 son restaurados y continúan funcionando por radioaficionados y coleccionistas de antigüedades u objetos militares.
El sistema AN/ARC-8 se mantuvo en servicio en las aeronaves norteamericanas hasta principios de los años 1970. 
The AN/ARC-8 system was still in service in older USAF aircraft in the early 1970s. Para ese entonces, los distribuidores de excedentes militares cerca de la Base de la Fuerza Aérea Davis-Monthan en Tucson, Arizona, tenían pilas de BC-348, que habían sido retiradas de los aviones, para la venta al público a un precio aproximado de $17 USD cada una.

## Especifiaciones

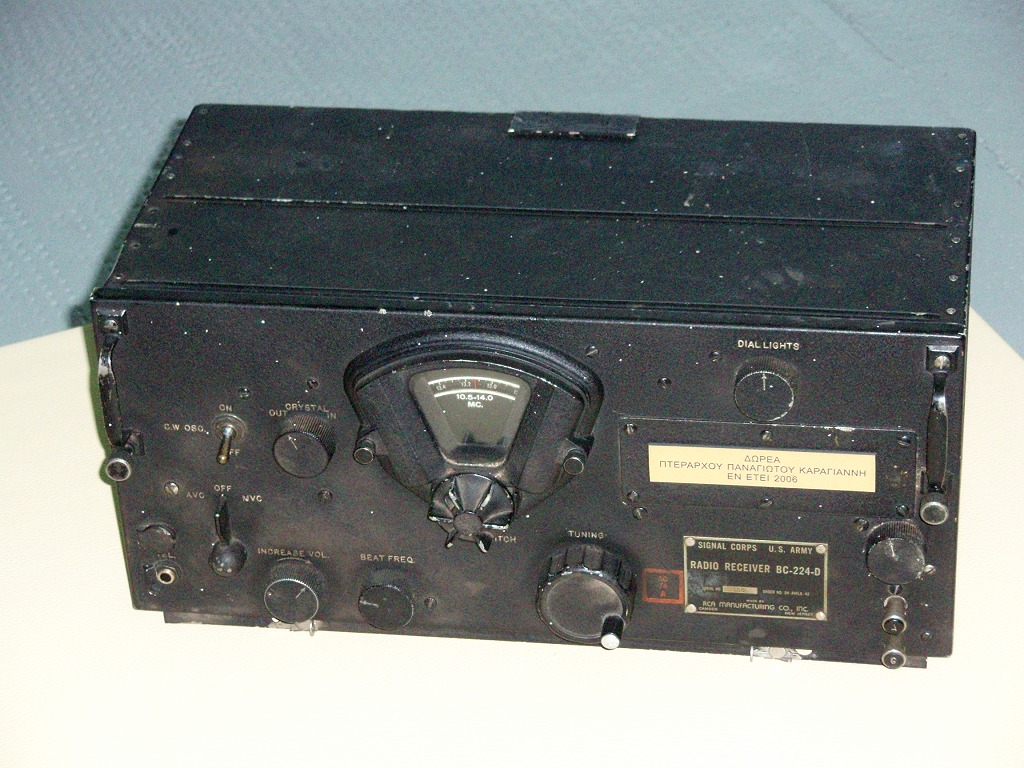
Versión BC-224

El BC-224-A, -B, -C. y -D, así como el BC-348-D, y -C, podían recibir las frecuencias de 1.5 a 18 MHz en seis bandas. La Signal Corps modificaron el diseño del receptor para agregar las frecuencias de 200 a 500 khz comprimiendo las frecuencias de 1.5 y 18 mhz en cinco bandas. Estas modificaciones del diseño se encuentran en el BC-224-E y en el BC-348-E. Esta modificación se mantuvo en todos los modelos subsecuentes.